# Sublativ
Sublativ er i grammatik en kasus, der betegner et sted, hvor noget bevæger sig hen. Det svarer til et præpositionsled på dansk med »til« og »ind i«.
Sublativ findes som adverbialkasus i finsk og som lokalkasus i ungarsk.
På ungarsk har sublativ endelserne -re og -ra, og betydningen er som på tysk auf + akkusativ.
Sublativ bruges på finsk ved et mindre antal pronominer som overleverede former, ikke-produktive former. 